# Institut Canari d'Estadística
L' Instituto Canario de Estadística o Institut Canari d'Estadística (ISTAC) és l'òrgan estadístic utilitzat en la Comunitat Autònoma de Canàries (Espanya). És un organisme Autònom dependent de la Conselleria d'Economia i Hisenda del Govern de Canàries i és de caràcter administratiu. Posseeix personalitat jurídica i patrimoni propis.
Promou i manté el desenvolupament del sistema estadístic de la Comunitat Autònoma de Canàries, de manera que coordina, impulsa, centralitza i organitza l'activitat estadística dels òrgans que ho formen. La competència sobre les seues funcions es detallen en l'article 5 de la Llei 1/1991, de 28 de gener.